# Виста
Виста (англ. Vista) — город в округе Сан-Диего, штат Калифорния, в 11 км от Тихого океана, с населением 93834 человек. 

## История
Территория современного города была изначально заселена индейцами луисеньо, которые основали там деревню Товалум. В 1830-х годах территория была отдана мексиканским правительством под размещение трёх ранчо. В 1850-х годах ранчо начали исчезать из-за меняющихся политических условий и нехватки воды. Большое количество поселенцев прибыло в этот район после того, как в 1850 году Калифорния стала штатом. Официальное появление поселения с названием Виста связано с открытием почтового отделения в 1882 году.
В 1923 году в Висту был проведён водопровод из озера Хеншоу, что послужило толчком к развитию сельского хозяйства, которое было представлено таким культурам как помидоры, сельдерей и цитрусовые. Некоторые склоны холмов были также засажены авокадо. После Второй мировой войны сельское хозяйство пришло в упадок из-за притока населения и строительства жилья. 23 января 1963 года Виста была зарегистрирована в качестве города. В результате жилищного бума с 1970-х по 2000-е годы население города увеличилось в несколько раз.
В настоящее время в городе более 25 учебных заведений для молодежи и бизнес-парк, в котором работают более 800 компаний.

## География
По данным Бюро переписи населения США, общая площадь города составляет 48 км². Виста — холмистый город, большинство предприятий расположены в равнинных районах, а жилые дома взбираются на холмы. Климат в городе умеренный, резкие перепады температур редки.

## Демография
По переписи 2010 года, общая численность населения составила 93834 человек.
Распределение населения по расовому признаку:
- белые — 63,5 %
- афроамериканцы — 3,3 %
- коренные народы США — 4,2 %
- азиаты — 0,7 %
- выходцы с тихоокеанских островов — 21,8 %
- латиноамериканцы — 48,4 % и др.